# Nørre Stabel
Nørre Stabel (dansk) eller Norderstapel (tysk) er en landsby i det nordlige Tyskland beliggende i Stabel Kommune under Kreis Slesvig-Flensborg i delstaten Slesvig-Holsten. Byen ligger i landskabet Stabelholm mellem floderne Ejderen, Trenen og Sorgen.